# Johan Paulsson
Johan Paulsson (Råå, 28 dicembre 1970) è un allenatore di calcio ed ex calciatore svedese, di ruolo attaccante.

## Carriera

### Giocatore
Dopo aver giocato per l'Ödåkra e per l'Helsingborg, Paulsson ha militato nelle file del Kalmar. È rimasto in squadra fino al 1999, militando in Allsvenskan nel corso di questa stagione.
Nel 2000, è passato all'Örebro, compagine sempre militante in Allsvenskan. Al termine del campionato 2001, Paulsson si è classificato al 3º posto finale nella graduatoria dei marcatori, alle spalle di Stefan Selakovic ed Andreas Hermansson.
Nel 2002, Paulsson si è trasferito in Norvegia per giocare nel Bryne. Ha esordito in Eliteserien il 14 aprile 2002, schierato titolare nella sconfitta interna per 0-1 contro il Lyn Oslo. Il 16 maggio dello stesso anno, ha trovato il primo ed unico gol nella massima divisione locale, con cui ha contribuito al successo per 1-2 sul campo del Brann. Ha chiuso la prima stagione in squadra con 25 presenze e 4 reti, tra campionato e coppa. È rimasto in forza al Bryne per un biennio.

### Allenatore
Successivamente al termine dell'attività agonistica, Paulsson ha allenato l'Ödåkra ed il Råå. A giugno 2013, è stato chiamato in sostituzione di Pavlos Nikolaidis alla guida dell'Eskilsminne, in Division 2.